# Mandibel (geleedpotigen)

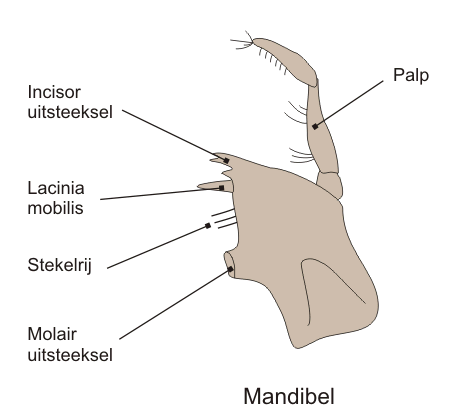
Algemeen bouwplan van de mandibel van een vlokreeftje

De mandibel of mandibula (Latijn: mandibula = kaak) is het derde aanhangsel van het kopsegment, na de eerste en tweede antennes, bij Crustacea (schaaldieren) en insecten.
De mandibels dienen voor het kauwen en vermalen van het voedsel en soms ook voor het vervoeren van objecten. Bij roofsoorten worden hiermee ook prooien gevangen.

## Schaaldieren
Bij Crustacea zijn de mandibels sterk verkalkt en dragen ze meestal een gesegmenteerde palp. Bij vlokreeftjes bestaat die laatste meestal uit drie scharnierende segmenten en dient om de basis van de antennes te reinigen. Naast de palp zijn er nog de lacinia mobilis, de processus incisivus (afb. 'incisor uitsteeksel'), een stekelrij en de processus molaris (afb. 'molair uitsteeksel'). De mandibel is het eerste in een reeks monddelen, waarvan de andere de maxillula, de maxilla en de maxillipede(n) zijn.

## Insecten
Bij vele insectenfamilies zijn de mandibels gedurende de evolutie vaak sterk gemodificeerd, bij vlinders tot een roltong, bij wantsen tot een steeksnuit en bij mannelijke vliegende herten tot een soort gewei om rivalen opzij te duwen.

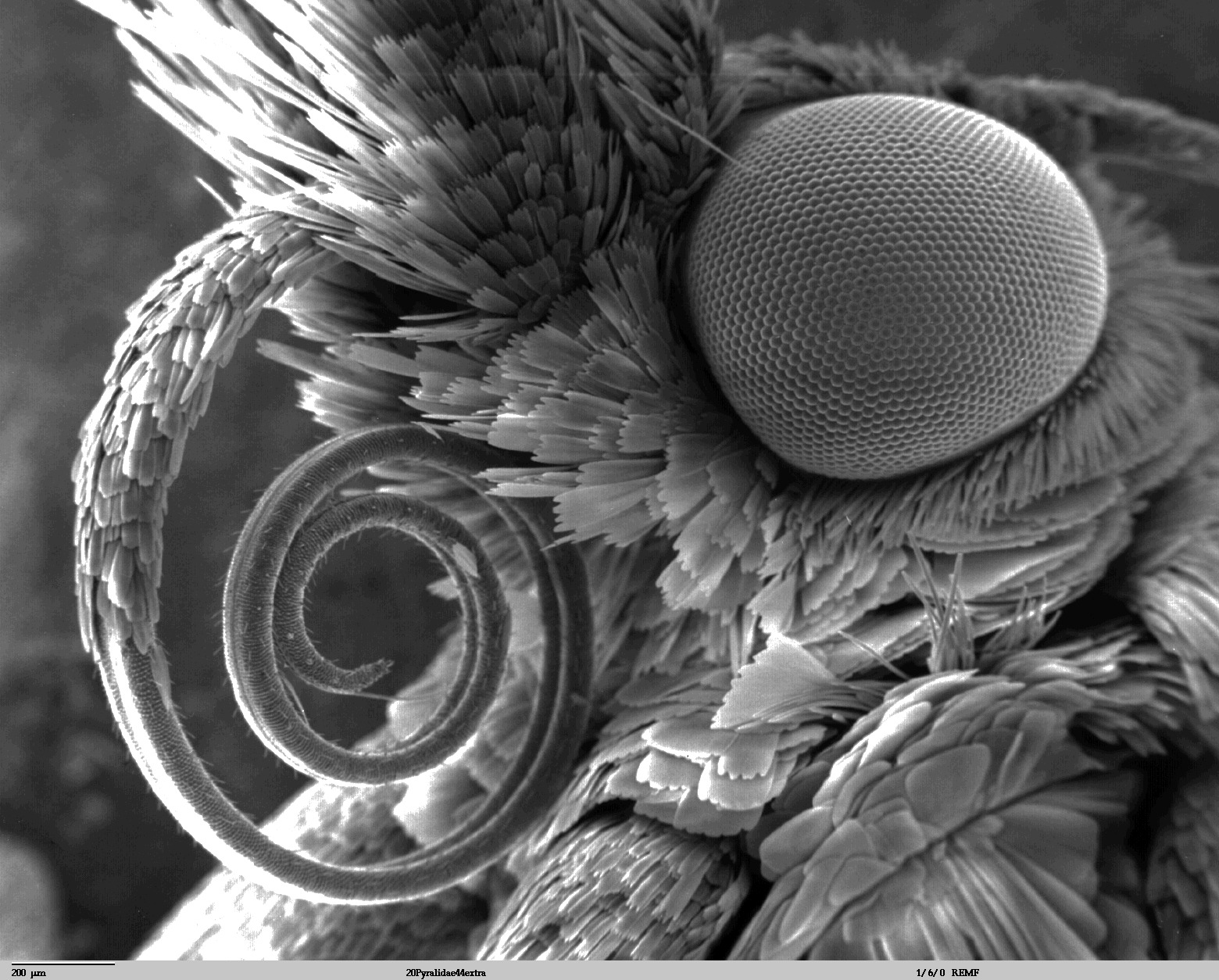
Roltong van vlinder
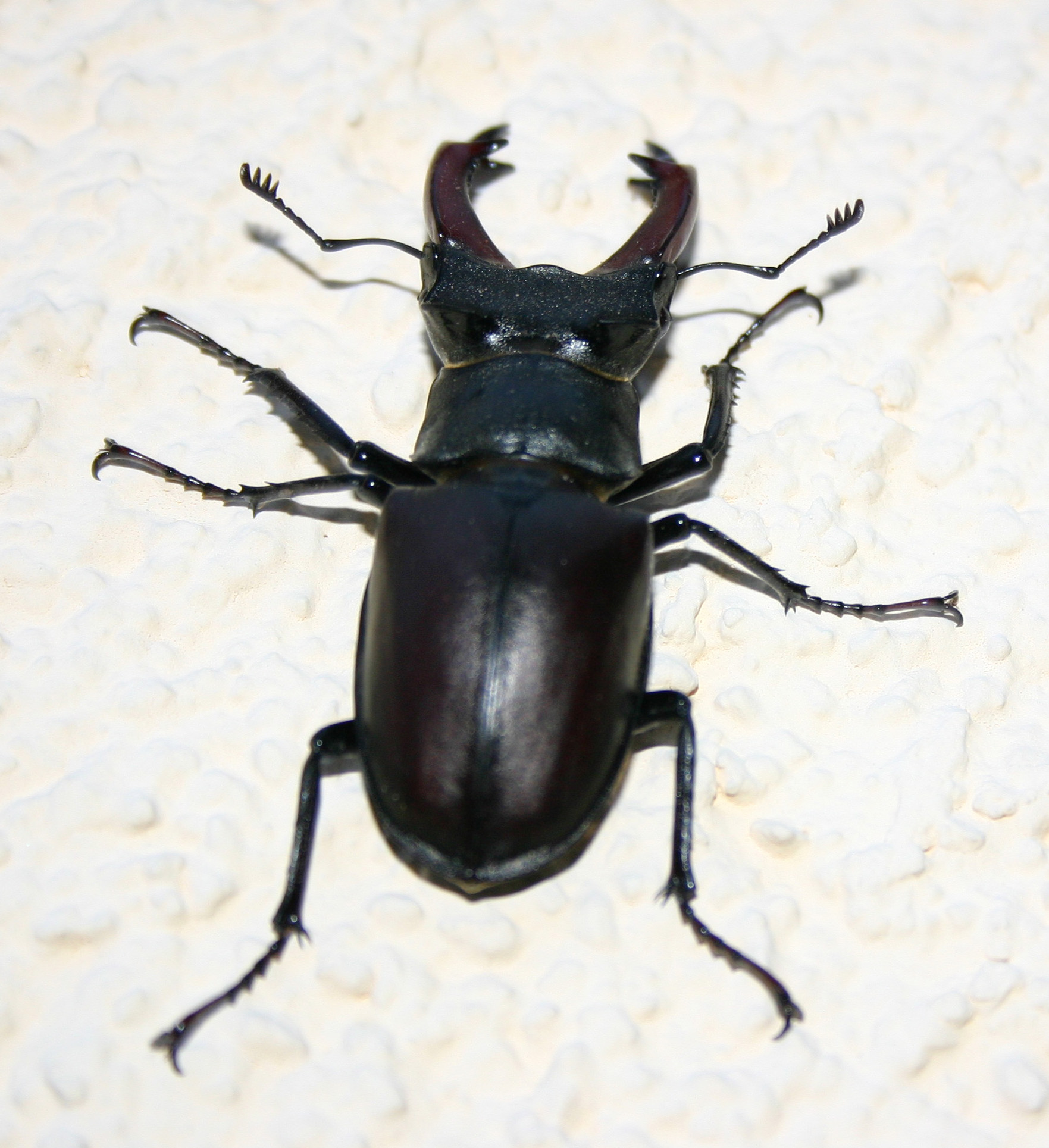
Mannelijk vliegend hert
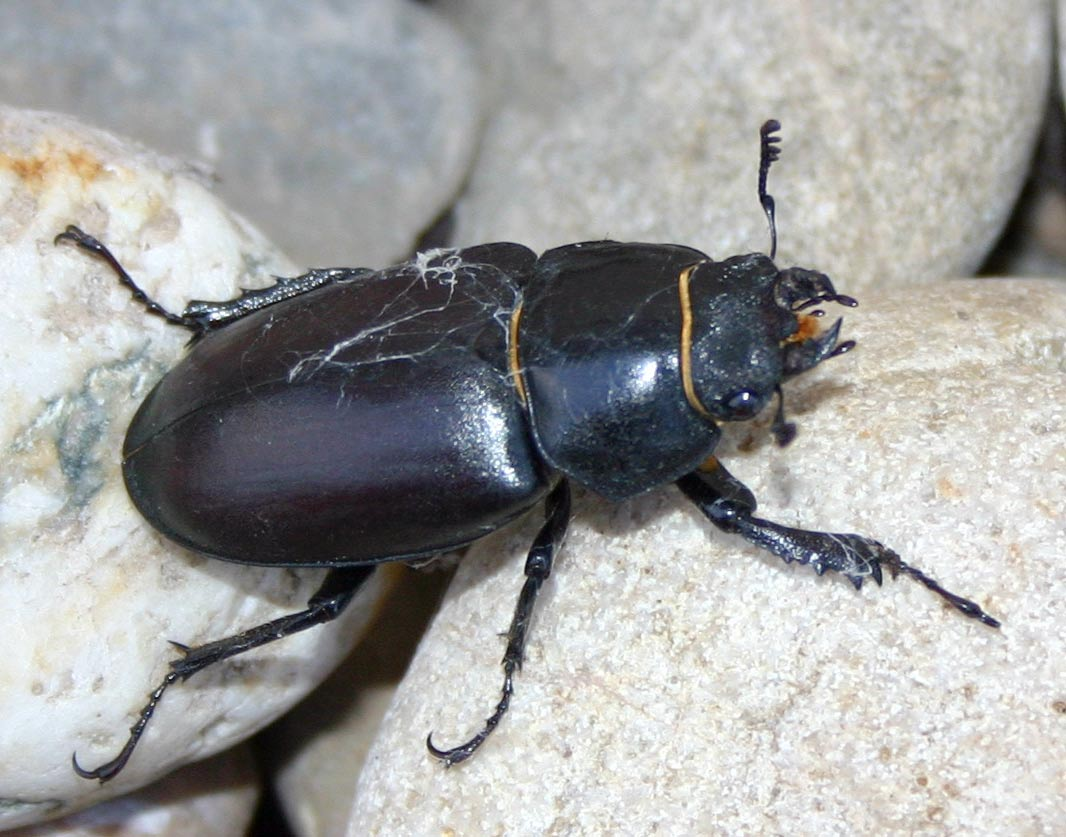
Vrouwelijk vliegend hert
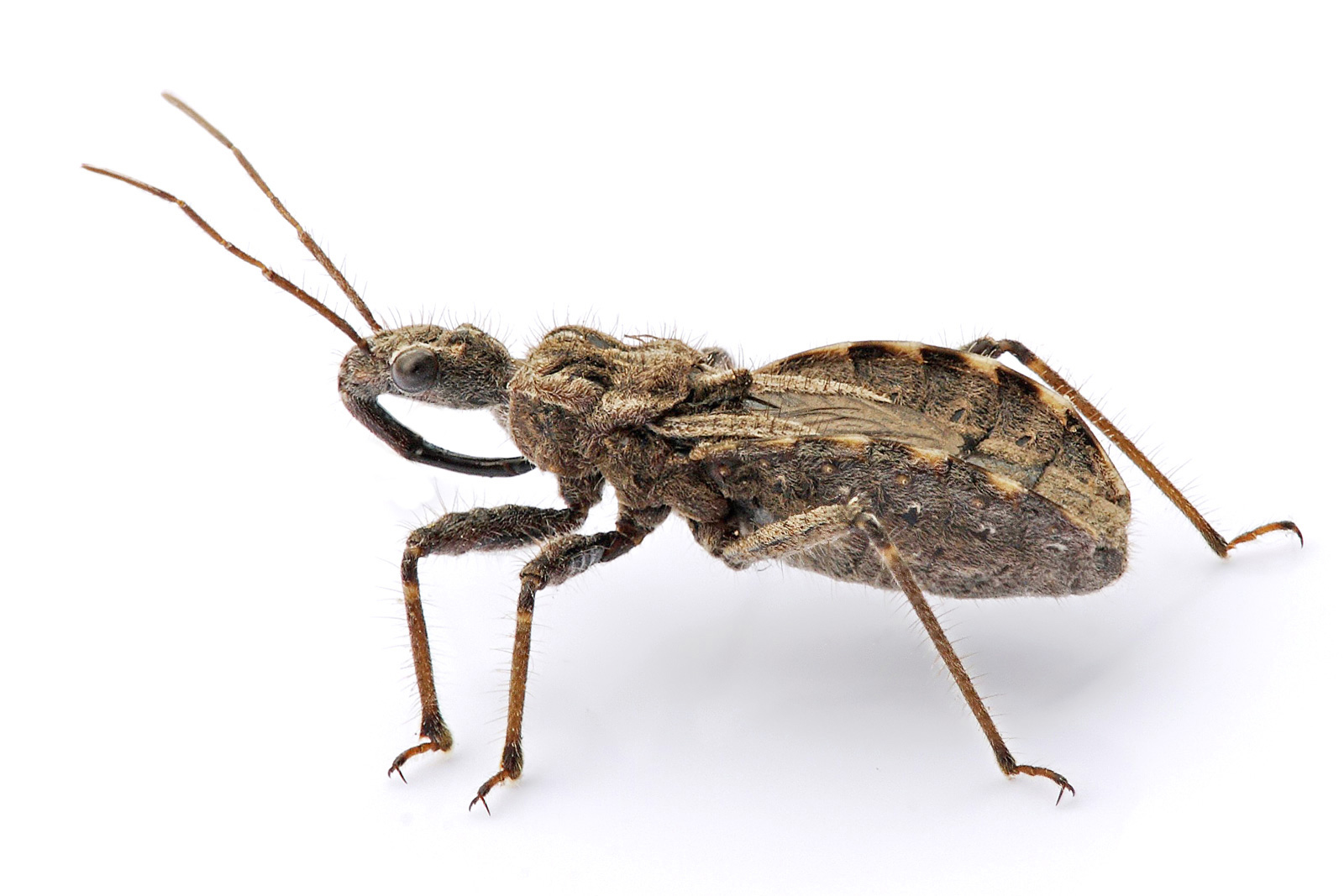
Steeksnuit bij een roofwants